# 志賀町 (豊田市)
志賀町（しがちょう）は、愛知県豊田市の地名。

## 世帯数と人口

### 人口の変遷
国勢調査による人口および世帯数の推移。
| 1995年（平成7年）  | 928世帯 3293人  |  |
| 2000年（平成12年） | 1005世帯 3229人 |  |
| 2005年（平成17年） | 1026世帯 3035人 |  |
| 2010年（平成22年） | 1174世帯 3272人 |  |
| 2015年（平成27年） | 1169世帯 3200人 |  |
| 2020年（令和2年）  | 1176世帯 3106人 |  |

## 学区
市立小・中学校に通う場合、学区は以下の通りとなる。
| 丁目・字                 | 番地                                          | 小学校                 | 中学校             |
| ------------------------ | --------------------------------------------- | ---------------------- | ------------------ |
| 志賀町（下記を除く全域） |                                               | 豊田市立古瀬間小学校   | 豊田市立益富中学校 |
| 志賀町栃本               | 136〜152、724、728〜730、732-1、767、770、771 | 豊田市立五ケ丘小学校   | 豊田市立益富中学校 |
| 志賀町桐山               | 下記を除く                                    | 豊田市立五ケ丘小学校   | 豊田市立益富中学校 |
| 志賀町桐山               | 675〜676、818-1、18〜22                       | 豊田市立五ケ丘東小学校 | 豊田市立益富中学校 |
| 志賀町浜居場             | 673〜674                                      | 豊田市立五ケ丘東小学校 | 豊田市立益富中学校 |

## 交通
- 国道301号
- 外環状線

## 施設
- 志賀ゴルフクラブ
- 豊田市立古瀬間小学校
- 生涯学習センター益富交流館
- 豊田市立益富中学校
- 古瀬間城跡
- 大窪遺跡

### WEB
1. ↑  “愛知県豊田市の町丁・字一覧”.   人口統計ラボ. 2024年2月26日閲覧。
2. 1 2  総務省統計局 (2022年2月10日). “令和2年国勢調査の調査結果(e-Stat) - 男女別人口，外国人人口及び世帯数－町丁・字等” (CSV). 2023年8月2日閲覧。
3. ↑  “読み仮名データの促音・拗音を小書きで表記するもの(zip形式) 愛知県” (zip).   日本郵便 (2024年2月29日). 2024年3月26日閲覧。
4. ↑  “市外局番の一覧” (PDF).   総務省 (2022年3月1日). 2022年3月22日閲覧。
5. ↑  “ナンバープレートについて”.   一般社団法人愛知県自動車会議所. 2024年1月21日閲覧。
6. ↑  総務省統計局 (2014年3月28日). “平成7年国勢調査の調査結果(e-Stat) - 男女別人口及び世帯数 －町丁・字等” (CSV). 2021年7月20日閲覧。
7. ↑  総務省統計局 (2014年5月30日). “平成12年国勢調査の調査結果(e-Stat) - 男女別人口及び世帯数 －町丁・字等” (CSV). 2021年7月20日閲覧。
8. ↑  総務省統計局 (2014年6月27日). “平成17年国勢調査の調査結果(e-Stat) - 男女別人口及び世帯数 －町丁・字等” (CSV). 2021年7月21日閲覧。
9. ↑  総務省統計局 (2012年1月20日). “平成22年国勢調査の調査結果(e-Stat) - 男女別人口及び世帯数 －町丁・字等” (CSV). 2021年7月21日閲覧。
10. ↑  総務省統計局 (2017年1月27日). “平成27年国勢調査の調査結果(e-Stat) - 男女別人口及び世帯数 －町丁・字等” (CSV). 2021年7月21日閲覧。
11. ↑  “町名別小中学校区”.   豊田市. 2025年5月13日閲覧。